# Vörös cickányormányos
A vörös cickányormányos (Apion frumentarium) a pálcaormányosfélék családjába tartozó, Európában és Nyugat-Ázsiában honos, lóromon élő bogárfaj. 

## Megjelenése
A vörös cickányormányos testhossza 2,5-4,5 mm. A többi Apion-fajtól hosszúkás feje különbözteti meg, amelynek halántékai legalább másfélszer olyan hosszúak, mint a szemek hossza. Az alsó oldalán levő sima és rézsútosan ráncolt rész kivételével feje durván pontozott. A hím ormánya szélesebb, kevésbé ívelt és a csápok tövén túl tompább színű; a nőstényé keskenyebb, jobban ívelt és egyenletesebben fényes. A szemei és a karmai feketék, de egyébként az egész bogár vörös, felső oldalát gyér, fehéres szőrök borítják.

## Elterjedése
Európában és Nyugat-Ázsiában (Törökország és Közel-Kelet) honos. Európában általánosan elterjedt, gyakori faj, egészen Észak-Skandináviáig megtalálható. Ausztráliába a gyomként terjedő lóromok ellen telepítették be, de sikertelenül.

## Életmódja
Különféle lórom (Rumex) fajokon él, leginkább a tavi lóromot, fodros lóromot, réti lóromot és a murvás lóromot kedveli; ennek megfelelően réteken, parlagokon, útszéleken, kertekben, parkokban található meg.  
Az imágók egész évben láthatók, de leginkább április-június között aktívak, ilyenkor vándorolnak is és feltűnő színük miatt könnyen észrevehetők az ernyősökön, csalánon, kórókon. 
Az avarban vagy növényszárakban telelnek, meleg napokon néha felébrednek és lóromlevelek alatt rágogatnak. Kora tavasztól válnak aktívvá, a csupasz talajon láthatóak, ahogyan a fiatal lóromhajtásokat keresik, amelyeken kis lyukakat rágnak. Szaporodási időszaka áprilistól júliusig tart. A nőstények apró lyukakat rágnak növény szárába és levélnyeleibe, amelyekbe egyetlen petét raknak, majd a lyukat váladékukkal lezárják. A lárvák a levélnyélen, a szárakon és a gyökereken belül fejlődnek, jelenlétükről duzzanatok vagy elszíneződött, elhalt hámsávok árulkodnak. Körülbelül egy hónapig fejlődnek, eközben háromszor vedlenek, végül bebábozódnak. Öt-hat nap múlva a bábból előbújik az imágó. Egy ideig táplálkoznak majd a meleg hónapokat rejtőzve töltik. Nyár végén, ősz elején ismét előbújnak és miután kellő energiát gyűjtöttek, október-novemberben telelőhelyükre húzódnak. 

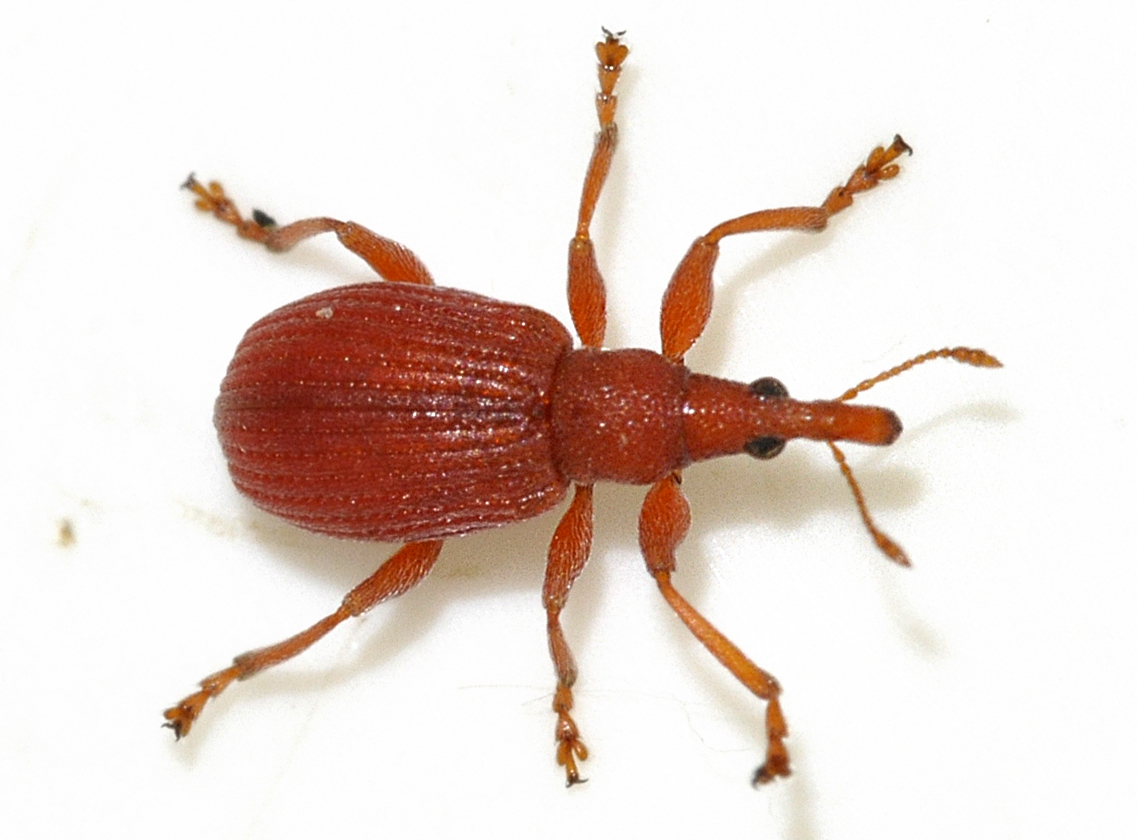
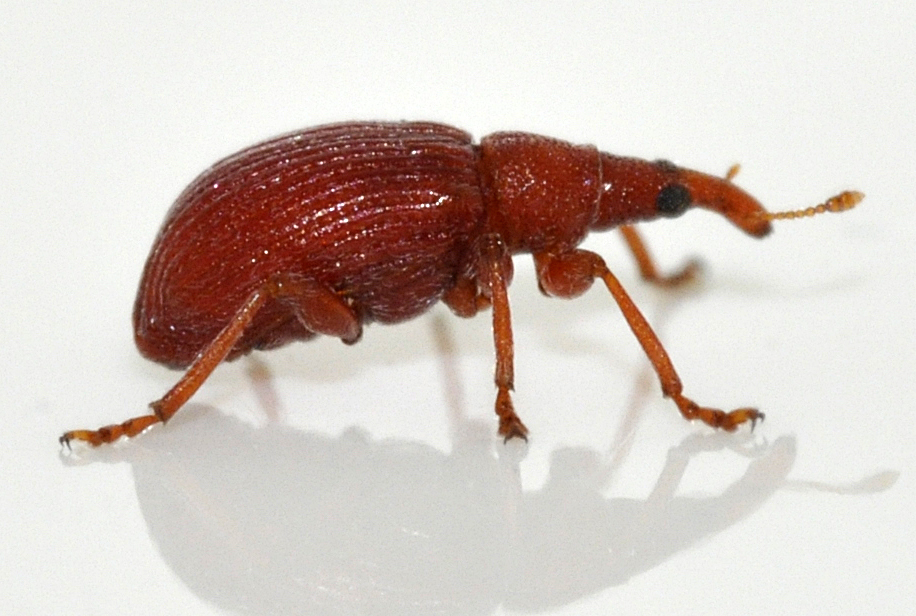
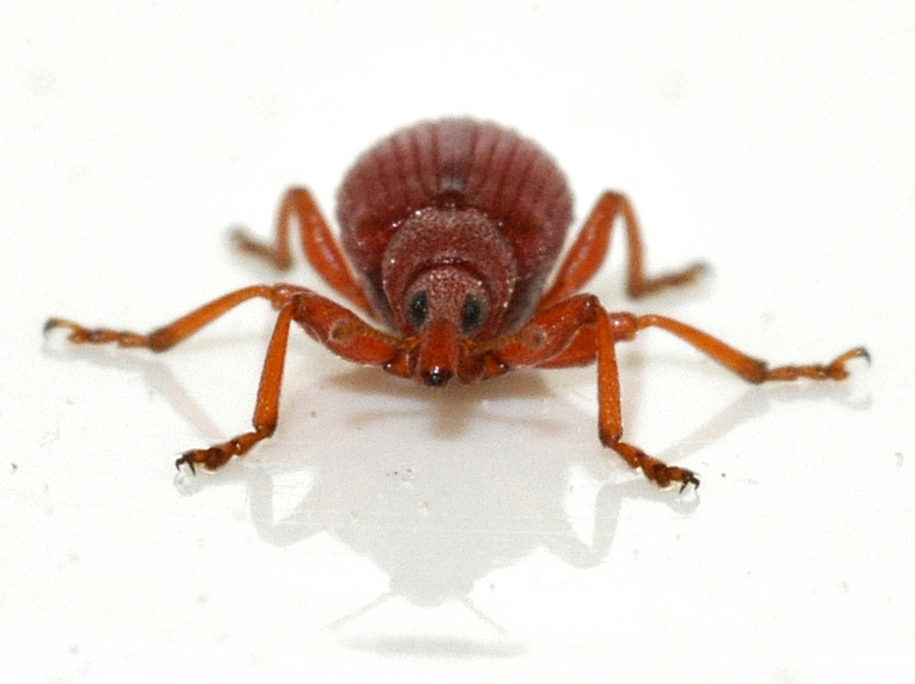
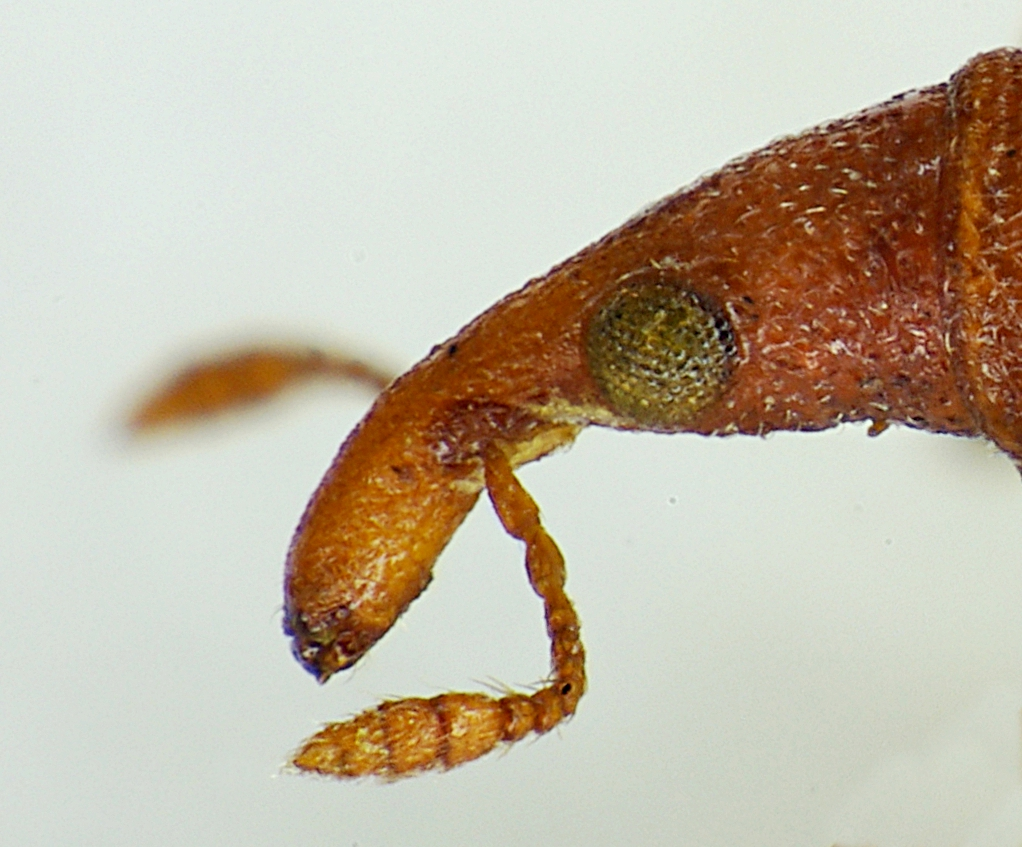
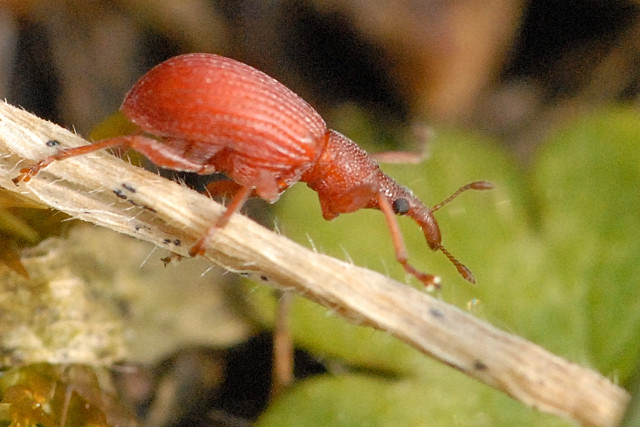

Magyarországon nem védett. 